# 김민철 (프로게이머)
김민철(1991년 12월 10일 ~ )은 대한민국의 스타크래프트, 스타크래프트 II 프로게이머이다. Soulkey라는 아이디를 사용하며, 종족은 저그이다. WCS 2013 코리아 시즌 1 망고식스 글로벌 스타크래프트 II 리그 결승에서 이신형을 상대로 4:3으로 승리하며 프로게이머 데뷔 이후 첫 개인리그에서 우승을 차지하였다.

## 개요
2008년 하반기 드래프트에서 한빛 스타즈(현 웅진 스타즈)의 2차 지명으로 입단하였다.
2010년 8월 경남 - STX컵 마스터즈 2010에서 위메이드 폭스를 상대로 1set에 출격하여 이예훈, 신노열, 박성균, 이영호를 잡아내면서 생애 두 번째 올킬을 달성하였다. 상대의 공격에 대한 방어를 매우 잘하며 이후의 중,후반 운영이 뛰어나 '철벽', '스위퍼'이라는 별칭을 가지고 있다.
2011년 6월 13일 STX전에서 이신형을 상대로 자신의 별명다운 완벽한 방어를 선보이며 여러 위기를 넘기고 승리를 따내며 포모스 평점에서 S를 받았다. 그 후 2011년 12월 7일 프로리그에서 다시 이신형을 만나 완벽한 병력운영과 뛰어난 방어능력으로 포모스에서 또다시 S점을 받았다.
2012년 5월 Kespa 랭킹 4위까지 상승하였다. SK플래닛 프로리그 시즌 2에서 김민철은 에이스 결정전 5연패를 기록하였다. 이것이 팀을 포스트시즌에 진출 못하게 하는 계기가 되었다.
스타크래프트 2 실력이 갈수록 향상되어서, 최근엔 3연속으로 GSL 코드 S 8강에 진출했다. 스타크래프트 2에서 김명운의 활약이 주춤한 사이 김민철이 사실상 팀의 에이스 자리를 차지하였다.
2013년 6월 1일 서울 유니클로 악스에서 펼쳐진 WCS 2013 코리아 시즌 1 망고식스 글로벌 스타크래프트 II 리그 결승에서 이신형을 상대로 4:3으로 가까스로 역전해서 승리하며 프로게이머 데뷔 이후 첫 개인리그에서 우승하였다.
2013년 12월 13일 한국e스포츠협회의 공개 포스팅에서 SK텔레콤 T1으로 영입되었다.
2014년 9월 25일 SK텔레콤 T1은 보도자료를 통해 2014년 9월 30일자로 김민철과의 계약을 종료한다고 밝혔다.
2014년 12월 15일 TCM-Gaming 입단을 발표했다.

## 신한은행 위너스리그 09-10포스트시즌 첫 올킬
공식전 1승3패의 신예인 김민철은 STX 소울의 김구현, 김현우, 조일장, 김윤환을 잡고 올킬을 달성하여, 한빛 스타즈 이래 4년, 웅진 스타즈 창단 이후 1년 5개월만에 플레이오프에 진출시키는 공헌을 세웠다. 이는 이번 포스트시즌 첫 올킬이며 웅진 스타즈의 저그라인의 강력함을 보여주는 계기가 되었다.
- 2010년 3월 20일 - 김구현 승 vs 정종현 패 (신한은행 위너스리그 09-10 준PO 1set)
- 2010년 3월 20일 - 김구현 패 vs 김민철 승 (신한은행 위너스리그 09-10 준PO 2set)
- 2010년 3월 20일 - 김현우 패 vs 김민철 승 (신한은행 위너스리그 09-10 준PO 3set)
- 2010년 3월 20일 - 조일장 패 vs 김민철 승 (신한은행 위너스리그 09-10 준PO 4set)
- 2010년 3월 20일 - 김윤환 패 vs 김민철 승 (신한은행 위너스리그 09-10 준PO 5set)

## 천적

### 주성욱
이 둘의 대결은 인간상성으로 인해 김민철은 주성욱한테 상대전적으로 4:13으로 매우 열세이므로 약하다.
- 2014년 2월 2일 SK텔레콤 프로리그 13-14 1R KT vs SKT 2세트 벨시르 잔제 - 주성욱 승
- 2014년 3월 6일 2014 WCS KOREA SEONSON1 핫식스 GSL 16강 B조 패자전 1세트 알터짐요새 - 김민철 승
- 2014년 3월 6일 2014 WCS KOREA SEONSON1 핫식스 GSL 16강 B조 패자전 2세트 폴라나이트 - 주성욱 승
- 2014년 3월 6일 2014 WCS KOREA SEONSON1 핫식스 GSL 16강 B조 패자전 3세트 다이달로스 요충지 - 주성욱 승
- 2014년 3월 17일 SK텔레콤 프로리그 13-14 2R KT vs SKT 2세트 프로스트 - 주성욱 승
- 2014년 6월 6일 2014 WCS KOREA SEONSON2 핫식스 GSL 16강 D조 승자전 1세트 만발의정원 - 주성욱 승
- 2014년 6월 6일 2014 WCS KOREA SEONSON2 핫식스 GSL 16강 D조 승자전 2세트 회전목마 - 김민철 승
- 2014년 6월 6일 2014 WCS KOREA SEONSON2 핫식스 GSL 16강 D조 승자전 3세트 세종과학기지 - 주성욱 승
- 2014년 6월 23일 SK텔레콤 프로리그 13-14 3R KT vs SKT 2세트 헤비테이션 스테이션 - 주성욱 승
- 2014년 8월 27일 2014 WCS KOREA SEONSON3 핫식스 GSL 16강 A조 1경기 1세트 까탈레나 - 주성욱 승
- 2014년 8월 27일 2014 WCS KOREA SEONSON3 핫식스 GSL 16강 A조 1경기 2세트 회전목마 - 주성욱 승
- 2014년 8월 27일 2014 WCS KOREA SEONSON3 핫식스 GSL 16강 A조 최종전 1세트 폭스트롯 랩 - 김민철 승
- 2014년 8월 27일 2014 WCS KOREA SEONSON3 핫식스 GSL 16강 A조 최종전 2세트 세종과학기지 - 주성욱 승
- 2014년 8월 27일 2014 WCS KOREA SEONSON3 핫식스 GSL 16강 A조 최종전 3세트 회전목마 - 주성욱 승
- 2014년 12월 2일 2014 핫식스컵 라스트 빅매치 8강 1세트 세종과학기지 - 김민철 승
- 2014년 12월 2일 2014 핫식스컵 라스트 빅매치 8강 2세트 데드윙 - 주성욱 승
- 2014년 12월 2일 2014 핫식스컵 라스트 빅매치 8강 3세트 만발의 정원 - 주성욱 승
- 2014년 12월 2일 2014 핫식스컵 라스트 빅매치 8강 4세트 님버스 - 주성욱 승

## 주요 기록

### 전적
통산전적 (13.05.19 기준, 스타2 전적포함)
|             | 경기 | 승-패  | 승률  |
| ----------- | ---- | ------ | ----- |
| 대 테란     | 73   | 42–31  | 57.5% |
| 대 저그     | 68   | 42–26  | 61.8% |
| 대 프로토스 | 59   | 35–24  | 59.3% |
| 총합        | 200  | 119–81 | 59.5% |

### 개인 커리어
스타크래프트 II : 프리미어 개인리그 우승 2회, 준우승 2회

#### 스타크래프트
- 2008년 5월 제40회 스타크래프트 준프로게이머 선발전 입상
- 2010년 6월 KeSPA 드림리그 09-10시즌 다승왕
- 2010년 10월 박카스 스타리그 2010 36강
- 2011년 1월 피디팝 MSL 2010 16강
- 2011년 4월 ABC마트 MSL 2011 16강
- 2012년 6월 Tving 스타리그 2012 16강
- 2018년 12월 코리아 스타크래프트 리그 시즌2 우승

#### 스타크래프트 II
- 2012년 6월 MLG Starcraft II Invitational 초청전 4강
- 2012년 10월 MvP 인비테이셔널 프로리그 진영 2위
- 2012년 11월 핫식스 2012 글로벌 스타크래프트 II 리그 시즌 5 Code S 8강
- 2012년 11월 MLG 2012 Fall Season Championship 12강
- 2013년 2월 핫식스 2013 글로벌 스타크래프트 II 리그 시즌 1 Code S 8강
- 2013년 4월 제4회 인천 실내무도아시아경기대회 스타2 부문 국가대표 선발전 16강
- 2013년 6월 2013 WCS 코리아 시즌 1 망고식스 글로벌 스타크래프트 II 리그 코드 S 우승 ( vs 4:3 이신형) (2013 WCS 시즌 1 파이널 진출)
- 2013년 6월 2013 WCS Season1 Finals 4강
- 2013년 6월 2013 WCS 코리아 시즌 2 옥션 올킬 스타리그 8강
- 2013년 7월 SK플래닛 스타크래프트Ⅱ 프로리그 12-13 정규시즌 저그 부문 MVP
- 2013년 8월 WCG 2013 한국대표선발전 스타크래프트 ll 부문 4위 (이신형의 기권으로 대신 WCG 2013 그랜드파이널 진출)
- 2013년 8월 2013 WCS 코리아 시즌 3 조군샵 글로벌 스타크래프트 II 리그 4강 (2013 WCS 시즌 3 파이널 진출)
- 2013년 10월 2013 WCS Season3 Finals 준우승 (vs 0:4 백동준)
- 2013년 11월 2013 WCS Global Finals 8강
- 2013년 12월 WCG 2013 그랜드파이널 스타크래프트 ll 부문 우승 (vs 3:1 김정훈)
- 2013년 12월 2013 GSL Awards 최우수 선수상
- 2013년 12월 2013 핫식스 컵 라스트 빅 매치 준우승 (vs 2:4 정윤종)
- 2014년 2월 2014 WCS 코리아 시즌 1 핫식스 글로벌 스타크래프트 II 리그 코드 S 16강
- 2014년 4월 2014 WCS 코리아 시즌 2 핫식스 글로벌 스타크래프트 II 리그 코드 S 8강
- 2014년 8월 2014 WCS 코리아 시즌 3 핫식스 글로벌 스타크래프트 II 리그 코드 S 16강
- 2014년 10월 WECG 2014 한국대표선발전 스타크래프트 ll 부문 16강
- 2014년 11월 PughCraft Invitational #2 32강
- 2014년 11월 2014 핫식스컵 라스트 빅매치 8강
- 2014년 12월 2015 스포티비 스타크래프트 II 스타리그 시즌 1 챌린지 32강
- 2015년 1월 IEM Season IX - Taipei 4강
- 2015년 2월 2015 글로벌 스타크래프트 II 리그 시즌 1 코드 S 16강
- 2015년 3월 Gfinity Spring Masters I 8강
- 2015년 4월 Fragbite Masters Season 4 4강
- 2015년 4월 2015 스베누 글로벌 스타크래프트 II 리그 시즌 2 코드 A 48강
- 2015년 5월 GiGA 인터넷 2015 KeSPA컵 시즌1 8강
- 2015년 5월 스베누 스타크래프트 II 스타리그 2015 시즌 2 16강
- 2015년 12월 2016 핫식스 글로벌 스타크래프트 II 리그 프리시즌 2주차 16강
- 2016년 2월 IEM Season X - Taipei 4강
- 2016년 2월 스타크래프트 II 스타리그 2016 시즌 1 12강
- 2016년 2월 2016 핫식스 글로벌 스타크래프트 II 리그 시즌 1 코드 S 32강
- 2016년 2월 Ting Open 32강
- 2016년 6월 2016 핫식스 글로벌 스타크래프트 II 리그 시즌 2 코드 A 48강

### 협회 수상
- 2014년 2013 대한민국 e-스포츠 대상 스타크래프트 Ⅱ 부문 최우수 저그 선수 상

## 참고
1. ↑  2008년 하반기 신인 프로게이머 드래프트 완료[깨진 링크(과거 내용 찾기)] 포모스
2. ↑  GSL 코드 S 1회 우승. WCS 1회 준우승. 핫식스 컵 1회 준우승. WCG 1회 우승

| 역대 글로벌 스타크래프트 II 리그 우승자 |                                     |                                   |
| 핫식스 GSL 시즌 1                       | WCS 2013 코리아 시즌 1 망고식스 GSL | WCS 2013 코리아 시즌 3 조군샵 GSL |
| 신노열                                  | 김민철                              | 백동준                            |

| 이전 원이삭 | 제3대 WCG 스타크래프트 II 부문 우승자 월드 사이버 게임즈 2013 | 다음 대회 종료 |